# William Alexander Hammond

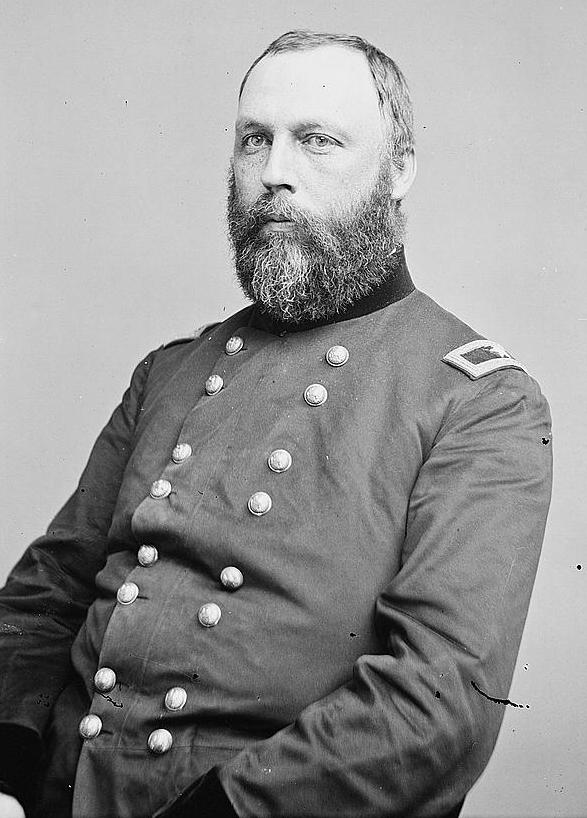
William Alexander Hammond, Anfang der 1860er Jahre

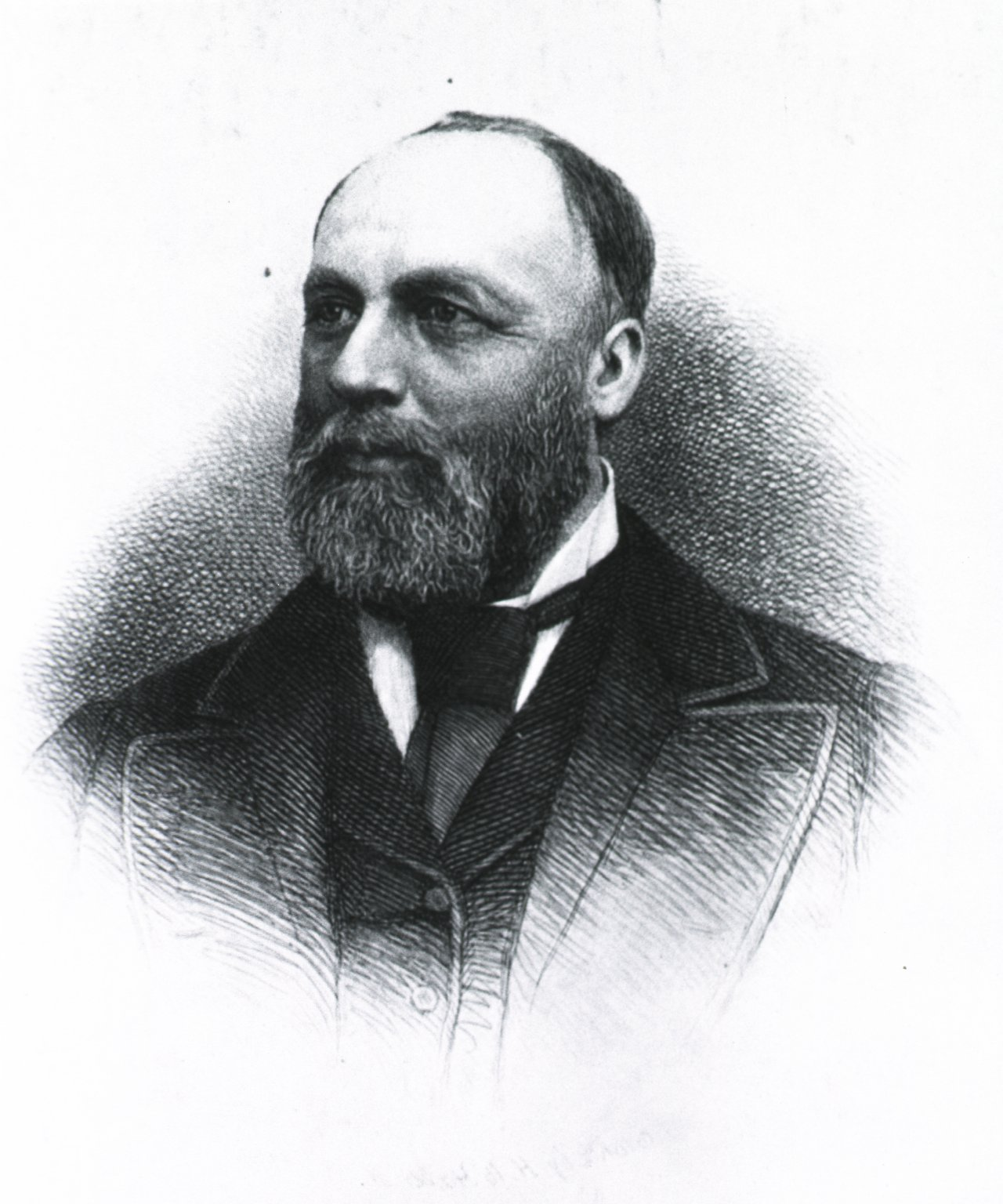
William Alexander Hammond, Stich von 1877

William Alexander Hammond (* 28. August 1828 in Annapolis, Maryland; † 5. Januar 1900 in Washington, D.C.) war ein US-amerikanischer Militärarzt, Physiologe und Neurologe. Er gilt als Nestor der Neurologie in den USA.
Hammond studierte erst in Harrisburg, Pennsylvania, dann an der University of the City of New York, wo er 1848 im Alter von 20 Jahren sein Medizinstudium mit dem M.D. abschloss. Zunächst arbeitete er im Krankenhaus von Philadelphia, bevor er Militärarzt in der U.S. Army wurde. Hier nahm er an mehreren Feldzügen gegen Indianer teil. Während eines Erholungsurlaubs (wegen einer Erkrankung) studierte Hammond Militärkrankenhäuser in Europa. Zurück in den USA freundete er sich mit Silas Weir Mitchell an, mit dem er zu Giftschlangen, Schlangengift und Gegengiften arbeitete.
1860 verließ Hammond das Militär, als man ihm an der University of Maryland, Baltimore den Lehrstuhl für Physiologie und Anatomie anbot. Als der Sezessionskrieg ausbrach, kehrte er zur Armee zurück und gehörte zunächst als einfacher Militärchirurg zum Stab von General Robert Patterson. Wegen seiner Verdienste um das Lazarettwesen wurde Hammond 1862 im Alter von 34 Jahren auf Empfehlung von General George B. McClellan von Abraham Lincoln zum 11. Surgeon General of the United States Army im Range eines Brigadegenerals ernannt. Hammond machte sich um die Versorgung der Verwundeten verdient, deren Sterblichkeit in Folge seiner organisatorischen Maßnahmen drastisch sank. Er etablierte Militärkrankenhäuser für Erkrankungen des Nervensystems und gründete 1862 das Army Medical Museum (heute: National Museum of Health and Medicine) in Silver Spring, Maryland.
Ein lang anhaltender Konflikt mit Lincolns Kriegsminister Edwin M. Stanton gipfelte 1864 in einem Verfahren gegen Hammond wegen Unregelmäßigkeiten bei der Beschaffung von medizinischem Material vor einem in seiner Zusammensetzung manipulierten Militärgericht. Hammond wurde 1864 unehrenhaft aus der Armee entlassen.
Völlig mittellos eröffnete Hammond in New York eine Praxis für Neurologie und Psychiatrie, die ihm dann aber erhebliche Einkünfte brachte. 1874 erhielt er eine Professur für Psychiatrie und Nervenkrankheiten an der University of the City of New York und 1876 am Bellevue Hospital Medical College (aus dem später die New York University School of Medicine wurde).
Seit 1859 war Hammond gewähltes Mitglied der American Philosophical Society. 1874 wurde er als Associate Fellow in die American Academy of Arts and Sciences gewählt. 1875 gehörte er zu den Gründern der American Neurological Association. Neben dem ersten Lehrbuch der Neurologie in den USA schrieb Hammond auch Dramen und Romane. 1878 wurde er durch den Kongress rehabilitiert und als pensionierter Brigadegeneral (ohne Bezüge) wieder in die Armee aufgenommen. Ab 1888 lebte Hammond wieder in Washington, D.C., wo er Anfang 1900 an einem Herzleiden starb. Er ist auf dem Nationalfriedhof Arlington beigesetzt.
Nach Hammond ist Hammond’s disease benannt, eine frühkindliche Form der Athetose.

## Schriften (Auswahl)
- A treatise on diseases of the nervous system. New York: D. Appleton & Co., 1871.
- A treatise on hygiene: with special reference to the military service. Philadelphia: J. B. Lippincott & Co., 1863.
- United States Surgeon General’s Office: The medical and surgical history of the War of the Rebellion (1861–1865). Washington: Government Printing Office, 1875–1888.